# Lallemandana insulata
Lallemandana insulata är en insektsart som beskrevs av Hamilton 1980. Lallemandana insulata ingår i släktet Lallemandana och familjen spottstritar. Inga underarter finns listade i Catalogue of Life.